# Wasserkraftwerk Neckartenzlingen
Das Wasserkraftwerk Neckartenzlingen liegt bei Neckartenzlingen im Landkreis Esslingen in Baden-Württemberg und wird aus dem Wasser des Neckars gespeist. Es vereint ein Laufwasserkraftwerk und ein Pumpspeicherkraftwerk. Das Laufwasserkraftwerk ging 1885 in Betrieb und wird heute von Elektrizitätswerke WWS GmbH & Co. KG betrieben. Das Pumpspeicherkraftwerk war von 1914 bis 1997 in Betrieb. Das Oberwasserbecken des Pumpspeicherkraftwerks befand sich auf dem Gebiet der Gemeinde Altenriet.

## Laufwasserkraftwerk
Es handelt sich um ein Laufwasserkraftwerk vom Typ Ausleitungskraftwerk. Das zum Betrieb des Kraftwerks benötigte Wasser wird mit einem Streichwehr aus dem Neckar ausgeleitet und fließt in einem ein Kilometer langen Kanal zum Kraftwerk. Dort gelangt das Wasser auf die drei Francis-Turbinen.

## Pumpspeicherkraftwerk
Abgesehen von einer Versuchsanlage der Firma Voith in Heidenheim an der Brenz handelte es sich bei dem Pumpspeicherkraftwerk Neckartenzlingen um das erste Pumpspeicherkraftwerk Deutschlands. Das Pumpspeicherkraftwerk hatte kein Unterwasserbecken. Die Wasserentnahme erfolgte direkt dem Zulaufkanal. Das 125 Meter höher gelegene Oberwasserbecken lag einen Kilometer nordwestlich des Kraftwerks auf dem Gebiet der Gemeinde Altenriet. Das Oberwasserbecken hatte ein Fassungsvermögen von 17500 m3 und das Pumpspeicherwerk hatte eine Leistung von 440 kW. Im Jahr 1997 wurde das Oberwasserbecken zurückgebaut und hat einem Wohngebiet Platz gemacht.